# B-Sides and Rarities
B-Sides and Rarities è un album di raccolta del gruppo alternative rock statunitense Cake, pubblicato nel 2007. Il disco contiene diverse cover.

## Tracce
1. War Pigs (Black Sabbath cover) – 3:54
2. Ruby, Don't Take Your Love to Town (Mel Tillis cover) – 2:55
3. Mahna, Mahna (Piero Umiliani cover) – 2:54
4. Excuse Me (I Think I've Got a Heartache) (Buck Owens cover) – 2:21
5. Conroy – 3:01
6. Strangers in the Night (Frank Sinatra cover) – 2:51
7. Subtract One Love (Multiply the Heartaches) (George Jones cover) – 2:47
8. Never, Never Gonna Give You Up (Barry White cover) – 3:50
9. Thrills (The Chakachas cover) – 2:58
10. Short Skirt/Long Jacket (Live at Triple M) – 3:16
11. It's Coming Down (Live at Pure FM) – 4:12

Tracce bonus
1. War Pigs (Live) (featuring Steven Drozd) – 5:20

## Formazione

### Gruppo
- John McCrea – chitarra acustica, voce
- Xan McCurdy – chitarra elettrica, cori
- Vince DiFiore – tromba, tastiere, voce
- Gabe Nelson – basso, tastiere, cori

### Altri musicisti
- Paulo Baldi – batteria (4, 10, 11)
- Greg Brown – chitarra, organo (7-9)
- Victor Damiani – basso (7-9)
- Pete McNeal – batteria (1-3)
- Tyler Pope – tastiere, chitarra (5)
- Todd Roper – batteria (7-9)